# Chiciureni, Prahova
Chiciureni este un sat în comuna Măneciu din județul Prahova, Muntenia, România.